# Mariage du prince George et de Mary de Teck
Le mariage du prince George, duc d'York, et de Mary de Teck s'est déroulé le 6 juillet 1893 à la chapelle royale du palais Saint James à Londres.

## Fiançailles
Les fiançailles de Mary de Teck avec le prince Albert Victor, duc de Clarence, fils aîné du Prince de Galles, sont brisées par la mort du prince le 14 janvier 1892. Avant même la mort du duc, sa grand-mère la reine Victoria désire assurer sa succession, et veut marier son frère, et désormais second dans la ligne de succession, le prince George avec la princesse Marie de Saxe-Cobourg-Gotha ou avec sa sœur Victoria-Mélita de Saxe-Cobourg-Gotha. Pour sa part, George apprécie ses cousines, mais ne veut pas se marier trop tôt, « Je continue de penser que se marier trop tôt est une mauvaise chose », écrit-il à la reine, et cite les circonstances entourant la mort du prince héritier Rodolphe d'Autriche en exemple. Le prince ajoute : « La seule chose que je ne pourrais jamais faire est d'épouser une personne qui ne m'aime pas. Je serais malheureux pour le restant de ma vie. » En 1892, une demande en mariage est cependant proposée aux parents de Marie, mais, influencée par sa mère et sa gouvernante anglophobes, Marie la refuse.
La reine Victoria apprécie la fiancée du duc de Clarence et fait connaître son souhait de voir Mary épouser George, duc d'York. La situation est embarrassante pour le couple, car le pays et les journaux attendent leurs fiançailles et spéculent abondamment. Mary est toujours en deuil de son fiancé, mais subit l'intense pression de ses parents. Le prince George est quant à lui confronté à son nouveau statut d'héritier du trône et a perdu sa confiance en lui après le refus de sa cousine Marie. Il n'a aucune idée de l'opinion que Mary a réellement de lui, et a donc des doutes. Il est pressé de la demander en mariage par sa tante bien aimée la reine de Grèce Olga Constantinova de Russie.
De nombreuses rencontres sont organisées, toujours en compagnie d'autres personnes, où George et Mary sont tous deux embarrassés et timides. Le 3 mai 1893, Mary est invitée à prendre le thé avec la sœur de George, la princesse Louise, duchesse de Fife et son époux, Alexander Duff, mais quand elle arrive, elle découvre que George est aussi présent. Le moment gênant est interrompu par Louise qui dit à son frère « Eh bien Georgie, ne penses-tu pas que tu devrais emmener May au jardin pour lui montrer les grenouilles de l'étang? » George la demande en mariage près de l'étang, et leurs fiançailles sont officiellement annoncées le lendemain. En dépit de ce contexte, le couple finira par s'aimer, et leur mariage sera un succès.

## Critiques
La Ligue socialiste, un groupe anarchiste, fait campagne contre le coût du mariage, et crée des affiches disant : « Les Anarchistes de Londres tiendront une réunion le dimanche 2 juillet à Hyde Park, à 15h 30, pour protester contre le gaspillage d'argent dépensé pour la vermine royale, tandis que les travailleurs meurent de faim et d'épuisement. Travailleurs, préparez vous pour la Révolution. Rappelez-vous : Celui qui veut se libérer doit frapper. Finis avec le servage. » Thomas Cantwell and Ernest Young, membres du groupe, sont surpris en train de coller ces affiches, arrêtés et mis en prison. Leurs locaux sont fouillés, mais l'enquête est finalement abandonnée.

## Cérémonie
Le prince George, duc d'York et la princesse Mary de Teck sont mariés à 12h 30 le 6 juillet 1893 en la chapelle royale du palais Saint James. C'est le premier mariage royal célébré en la chapelle du palais Saint James depuis la mort du prince Albert en 1861, qui avait plongé la reine Victoria dans un deuil profond. La plupart des enfants d'Albert et Victoria se sont mariés plutôt modestement en la chapelle Saint-Georges de Windsor.
Le matin du mariage, George aperçoit accidentellement sa fiancée dans un long corridor du palais de Buckingham, et fait alors « une profonde et courtoise révérence », ce que Mary n'oubliera jamais.
La famille royale est amenée du palais de Buckingham au palais Saint James dans quatre carrosses ouverts. Le premier carrosse transporte des membres de la maisonnée ; il est suivi par celui du duc d'York et ses témoins, puis par celui de la princesse Mary, de son père le duc de Teck et de son frère le prince Adolphus de Teck. Le dernier carrosse emmène la reine Victoria, la duchesse de Teck et les princes Francis et Alexander de Teck. Le premier mariage royal depuis trente-deux ans attire une grande foule rassemblée sur le trajet pour faire au couple un « accueil enthousiaste. » Mary remercie les applaudissements par des sourires et par « de petits gestes nerveux de sa main gantée de blanc,. »
La princesse Mary est assistée par dix demoiselles d'honneur : les princesses Victoria Alexandra et Maud du Royaume-Uni, sœurs du marié, et les princesses Victoria-Mélita, Alexandra et Béatrice d'Édimbourg, les princesses Margaret et Patricia de Connaught, les princesses Alice et Victoire-Eugénie de Battenberg et la princesse Hélène-Victoria de Holstein-Sonderbourg-Augustenbourg, cousines du marié. Les témoins du duc d'York sont son père le prince de Galles et son oncle le duc d'Édimbourg.
L'archevêque de Cantorbéry conduit la cérémonie, assisté par l'évêque de Londres, l'évêque de Rochester, et cinq autres prélats. George et Mary retournent ensuite au palais de Buckingham, où la reine fait une rare apparition publique au balcon aux côtés du couple. Le registre de mariage est signé par la reine, le Premier ministre et tous les membres de la famille royale présents.
Le couple passe sa lune de miel à Sandringham House, la propriété du prince de Galles dans le Norfolk, avant de se rendre auprès de la reine à Osborne House.

## Invités

### Famille du marié
- Le prince Édouard de Galles et Alexandra de Danemark, parents du marié
  - La princesse Louise du Royaume-Uni et Alexander Duff, duc de Fife, sœur du marié et son époux 
    - Lady Alexandra Duff, nièce du marié

  - La princesse Victoria Alexandra du Royaume-Uni, sœur du marié
  - La princesse Maud du Royaume-Uni, sœur du marié
- La reine Victoria du Royaume-Uni, grand-mère paternelle du marié
  - Le prince Alfred d'Édimbourg et Maria Alexandrovna de Russie, oncle paternel du marié et son épouse
    - La princesse Victoria-Mélita d'Édimbourg, cousine du marié
    - La princesse Alexandra d'Édimbourg, cousine du marié
    - La princesse Béatrice d'Édimbourg, cousine du marié

  - Le prince Arthur de Connaught et Strathearn et Louise-Marguerite de Prusse, oncle paternel du marié et son épouse
    - La princesse Margaret de Connaught, cousine du marié
    - Le prince Arthur de Connaught, cousin du marié
    - La princesse Patricia de Connaught, cousine du marié

  - Famille de l'impératrice d'Allemagne Victoria du Royaume-Uni, tante du marié :
    - Le prince Henri de Prusse et la princesse Irène de Hesse-Darmstadt, cousin et cousine du marié, représentants de Guillaume II d'Allemagne

  - Famille de la grande-duchesse de Hesse-Darmstadt Alice du Royaume-Uni, tante du marié :
    - La princesse Victoria de Hesse-Darmstadt et le prince Louis de Battenberg, cousine du marié et son époux
      - La princesse Alice de Battenberg, cousine au second degré du marié

    - Le grand-duc Ernest-Louis de Hesse, cousin du marié

  - La princesse Helena du Royaume-Uni et le prince Christian de Schleswig-Holstein, tante paternelle du marié et son époux
    - Le prince Albert de Schleswig-Holstein, cousin du marié
    - La princesse Hélène-Victoria de Holstein-Sonderbourg-Augustenbourg, cousine du marié

  - La princesse Louise du Royaume-Uni et John Campbell, marquis de Lorne, tante paternelle du marié et son époux
  - La princesse Béatrice du Royaume-Uni et le prince Henri de Battenberg, tante paternelle du marié et son époux
    - Le prince Alexandre de Battenberg, cousin du marié
    - La princesse Victoire-Eugénie de Battenberg, cousine du marié
- Le roi Christian IX de Danemark et Louise de Hesse-Cassel, grands-parents maternels du mariés
  - Le prince Valdemar de Danemark, oncle maternel du marié
  - Famille de l'impératrice de Russie Dagmar de Danemark, tante maternelle du marié :
    - Le tsarévitch Nicolas de Russie, cousin du marié, représentant d'Alexandre III de Russie
- Le prince Ernest de Hohenlohe-Langenbourg, cousin paternel au troisième degré du marié
- Le prince Albert de Belgique, cousin paternel au troisième degré du marié, représentant de Léopold II de Belgique
- Le prince Philippe de Saxe-Cobourg-Gotha, cousin paternel au troisième degré du marié, représentant d'Ernest II de Saxe-Cobourg-Gotha
- La comtesse Feodora Gleichen, cousine paternelle au troisième degré du marié
- La comtesse Helena Gleichen, cousine paternelle au troisième degré du marié
- La comtesse Victoria Gleichen, cousine paternelle au troisième degré du marié

### Famille de la mariée
- Le duc François de Teck et Marie-Adélaïde de Cambridge, parents de la mariée
  - Le prince Adolphus de Teck, frère de la mariée[14]
  - Le prince Francis de Teck, frère de la mariée[14]
  - Le prince Alexander de Teck, frère de la mariée[14]
- Le prince George de Cambridge, oncle maternel de la mariée.
  - Col. George FitzGeorge, cousin de la mariée.
  - Cap. Adolphus FitzGeorge et Sophia Jane Holden, cousin de la mariée et son épouse
  - Col. Augustus FitzGeorge, cousin de la mariée
- La princesse Augusta de Cambridge et le grand-duc Frédéric-Guillaume de Mecklembourg-Strelitz, tante maternelle de la mariée et son époux[14]

### Autres membres de familles royales étrangères
- Le prince Édouard de Saxe-Weimar-Eisenach et Augusta Katherine Gordon-Lennox
- Le Maharaja de Bhavnagar
- Le Raja Jagatjit Singh de Kapurthala
- Le Thakur Sahib de Morbi
- Le Thakur Sahib Bhagvat Singh de Gondal et son épouse

### Diplomates
- Le comte Ferdinand von Zeppelin, représentant du roi Guillaume II de Wurtemberg
- Egor Egorovitch Staal, ambassadeur de Russie, et son épouse
- Paul von Hatzfeldt, ambassadeur d'Allemagne
- L'ambassadeur de Turquie
- Franz Deym, ambassadeur de l'Empire austro-hongrois, et son épouse
- Le comte Tornielli, ambassadeur d'Italie, et son épouse
- L'ambassadeur d'Espagne
- Thomas F. Bayard, ambassadeur des Etats-Unis d'Amérique, et son épouse
- L'ambassadeur de Belgique et son épouse
- L'ambassadeur du Danemark et son épouse
- L'ambassadeur du Portugal
- L'ambassadeur de Roumanie
- L'ambassadeur de Grèce et son épouse

### Membres du gouvernement
- William Ewart Gladstone, Premier ministre, et Catherine Glynne
- Farrer Herschell, Lord grand chancelier, et Agnes Adela Kindersley-Porcher
- William Vernon Harcourt, Chancelier de l'Échiquier, et Elizabeth Cabot Motley
- George Shaw Lefevre, Premier commissaire des travaux, et Constance Moreton
- John Wodehouse, Lord président du Conseil et Secrétaire d'Etat à l'Inde, et Florence FitzGibbon
- Herbert Henry Asquith, secrétaire d'État à l'Intérieur
- Archibald Primrose, Secrétaire d'État aux Affaires étrangères
- Henry-Campbell-Bannerman, Secrétaire d'État à la Guerre, et Charlotte Bruce
- John Spencer, Premier Lord de l'Amirauté, et Charlotte Seymour
- George Trevelyan, Secrétaire d'État pour l'Écosse, et Caroline Philips
- John Morley, Secrétaire en chef pour l'Irlande
- James Bryce, Chancelier du duché de Lancastre, et Elizabeth Marion Ashton

### Maison royale
- Gavin Campbell, Lord-intendant, et Alma Imogen Carlotta Leonore Graham
- Charles Robert Wynn-Carrington, Lord-chambellan, et Cecilia Margaret Harbord
- Patrick Grant, Gold Stick-in-Waiting
- George Venables-Vernon, Capitaine de l'honorable Corps of Gentlemen-at-Arms
- William Edwardes, Capitaine des Yeomen de la Garde
- Edwyn Scudamore-Stanhope, Trésorier de la maison
- George Leveson-Gower, Contrôleur de la maison
- Charles Spencer, Vice-Chambellan de la maison
- John Clayton Cowell, Maître de la maison
- Thomas Lister, Master of the Buckhounds
- Anne Spencer-Churchill, Maîtresse de la garde-robe
- Jane Conyngham, Lady of the Bedchamber
- Francis Stonor, Lord-in-waiting
- Sir Albert Woods, Garter Principal King of Arms
- Charles Harbord, Lord-in-Waiting du prince de Galles
- Charles Colville, Chambellan de la princesse de Galles, et Cecile Carrington

### Clergé
- Edward White Benson, archevêque de Cantorbéry
- Frederick Temple, évêque de Londres
- Randall Davidson, évêque de Rochester

### Membres de la Chambre des Lords
- Spencer Cavendish, duc de Devonshire, et Louisa von Alten
- John Manners, duc de Rutland, et Janetta Hughan
- Robert Arthur Talbot Gascoyne-Cecil, marquis de Salisbury, chef de l'opposition, et Georgina Alderson
- William Edgcumbe, comte de Mount Edgcumbe
- Hardinge Giffard, comte de Halsbury, et Wilhelmina Woodfall

### Membres de la Chambre des Communes
- Arthur Peel, Président de la Chambre des Communes
- George Goschen et Lucy Dalley
- Joseph Chamberlain et Mary Endicott
- Arthur Balfour
- George Hamilton et Maud Caroline Lascelles

### Aristocrates
- Henry Fitzalan-Howard, duc de Norfolk, Comte-maréchal
- Frances Georgiana Pitt-Rivers, duchesse de Leeds
- William Montagu-Douglas-Scott, duc de Buccleuch, et Louisa Jane Hamilton
- George Campbell, duc d'Argyll, et Amelia Maria Claughton
- William Cavendish-Bentinck, duc de Portland, et Winifred Anna Dallas-York
- James Hamilton, duc d'Abercorn, et Mary Curzon-Howe
- Edward Bootle-Wilbraham, comte de Lathom, et Alice Villiers
- Richard Cross, vicomte Cross, et Georgiana Lyon